# Paul Farrelly
Christopher Paul Farrelly (né le 2 mars 1962) est un homme politique du parti travailliste britannique, banquier d'entreprise et journaliste financier, qui est député de Newcastle-under-Lyme de 2001 à 2019.

## Jeunesse
Farrelly est né à Newcastle-under-Lyme, Staffordshire, le fils d'un contremaître irlandais dans la pose de conduites de gaz et d'une ancienne infirmière. 
Farrelly fait ses études à la Wolstanton Grammar School (qui devient plus tard le Marshlands Comprehensive High School) sur Milehouse Lane à Newcastle-under-Lyme. Il étudie à St Edmund Hall, à Oxford, où il obtient un BA en philosophie, politique et économie en 1984. Après ses études, il travaille au niveau de la direction dans le financement des entreprises avec Barclays de Zoete Wedd, et, en 1990, rejoint Reuters comme correspondant. Il est nommé rédacteur commercial adjoint de l'Independent dimanche en 1995 avant de rejoindre The Observer en 1997 en tant que rédacteur, où il reste jusqu'à son élection à Westminster.

## Carrière parlementaire

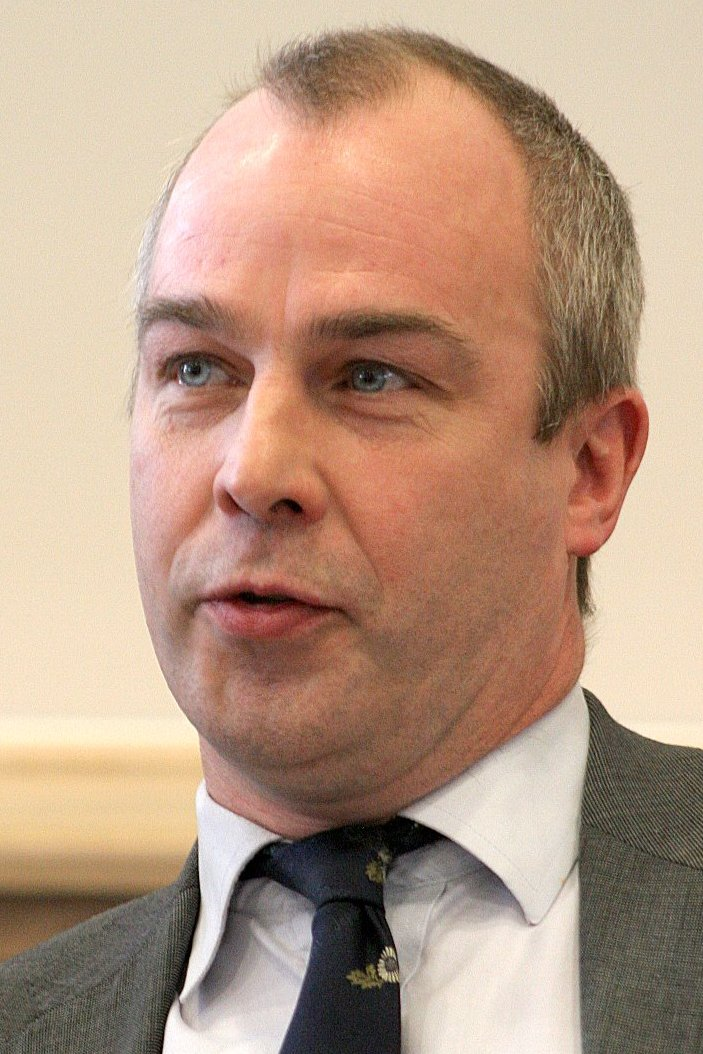
Farrelly en 2010

Avant son élection, Farrelly occupe des responsabilités au sein du Parti travailliste de la circonscription de Hornsey et Wood Green ainsi qu'à Newcastle-under-Lyme. Il se présente en vain à Chesham et Amersham aux élections générales de 1997, terminant à la troisième place 16 058 voix derrière la députée conservatrice Cheryl Gillan.
Farrelly est sélectionné pour le siège de sa ville natale de Newcastle-under-Lyme après la retraite de la députée travailliste Llin Golding aux élections générales de 2001, et il l'emporte confortablement avec une majorité de 9 986 voix. Il prononce son premier discours le 12 juillet 2001. À la Chambre des communes, il siège à plusieurs comités spéciaux dont le comité spécial de la science et de la technologie et, à partir de l'élection générale de 2005, le comité spécial de la culture, des médias et du sport.
Aux élections générales de 2010, Farrelly est réélu avec une majorité de 1 552 voix. La majorité de Farrelly est réduite à 650 voix en 2015. Il soutient Owen Smith dans la tentative ratée de remplacer Jeremy Corbyn lors des élections à la direction du Parti travailliste de 2016 .
Farrelly est l'un des 47 députés travaillistes à avoir voté contre la loi de 2017 sur l'Union européenne (notification de retrait) qui permet au gouvernement d'invoquer l'article 50, déclenchant le début du processus de retrait britannique de l'Union européenne.
Farrelly est l'un des 13 députés à voter contre le déclenchement des élections générales de 2017 . Lors des élections qui suivent, il conserve son siège par seulement 30 voix.
En mars 2018, Farrelly est accusé d'avoir harcelé Emily Commander, ancienne greffière du comité numérique, culture, médias et sport . Elle a déclaré avoir «des cauchemars répétés à propos des visites du Comité» avec lui. Deux autres femmes commis se sont également plaints de sa conduite, dont une à répétition de questions sur son état matrimonial. Un rapport interne sur sa conduite révèle que son comportement constituait «un abus de pouvoir ou de position, un traitement injuste et une atteinte à un travailleur compétent par des critiques constantes» . Une enquête officielle sur les allégations est bloquée par les députés et Farrelly qualifie les accusations de «sans fondement» .
Farrelly annonce en septembre 2019 qu'il ne se présenterait pas aux prochaines élections générales, qui ont eu lieu en décembre de la même année, pour des raisons familiales . Son siège est remporté par le conservateur Aaron Bell.

## Vie privée
Farrelly est marié à Victoria Jane Perry depuis 1998 et ils ont un fils et deux filles. Il est membre de plusieurs organisations dont Amnesty International, Liberty et Greenpeace.